# Horst Hansen Trio
Das Horst Hansen Trio ist eine in Quintettbesetzung auftretende Jazzband aus Krefeld.

## Geschichte
Die Band besteht aus fünf Mitgliedern, welche die Geschichte des selbsternannten Urvaters des Überjazz, des Krefelder Tanzmusikers Horst Hansen, fortschreiben.  Das Quintett nahm so in seiner ursprünglichen Besetzung (Bass, Gitarre, Schlagzeug, Piano und Saxophon) 2010 ihr Debüt Party Jazz auf. Es enthielt Jazzstandards (wie Take Five), Experimentelles (wie eine Jazz-Version von Probier’s mal mit Gemütlichkeit) sowie Eigenkompositionen. Im Jahr 2011 folgte In jazzig Tagen um die Welt, drei Jahre später die EP Wild Emotions. Der Journalist Mojo Mendiola lobte in der Rheinische Post hierbei die Vermischung von Elementen des Psychedelic Rock, Bebop und Improvisation. Im Rahmen des welcome!now-Festivals im Theater Krefeld und Mönchengladbach wurde im Mai 2017 ihr drittes reguläres Album Auf’m Teppich vorgestellt. Bei der dazugehörigen Single-Auskopplung Sich leben trauen werden sie von Soulsänger Flo Mega unterstützt.
Im Jahre 2019 begannen nach einer Umbesetzung Arbeiten am vierten Album Live in Japan, welches 2020 beim Label Jazzhaus Records erschien. Dabei wurde Hubert durch Heinz am Bass ersetzt und anstelle Eckberts Gitarre trat Ottos Trompete. Die Band öffnete sich elektronischen Sounds. So werden Trompete, Saxophon und Schlagzeug durch Effektpedale verfremdet und zwei Synthesizer in die Band integriert.
Die Kombination aus einer lebendigen, eher jazz-untypischen, Liveshow mit oberflächlichem Witz aber tiefgründiger Bedeutung wurde zum Markenzeichen der Band.
Ihre Musik bezeichnen die Kölner Musiker mit Krefelder Wurzeln selbst als heftigen „Überjazz“, eine (nach dem Urteil des NDR) „abwechslungsreiche Mischung aus Jazz, Psychedelic Rock und elektronischen Sounds.“

## Diskografie

### Alben
- Party Jazz (2010)
- In jazzig Tagen um die Welt (2011)
- Auf'm Teppich (2017)
- Live in Japan (2020)
- Sophisticated (2025)

### Singles/EPs
- Wild Emotions (2014) (EP)
- Ihr erster Flug (2017)
- Sich leben trauen (2017) (mit Flo Mega)
- Malroy (2020)

## Auszeichnungen
- Zweiter Platz beim Future Sounds-Wettbewerb bei den 37. Leverkusener Jazztagen[7]